# Ousseini Hadizatou Yacouba
Ousseini Hadizatou Yacouba (née le 9 novembre 1958,) est une femme politique nigérienne.
À partir de 2013, elle est directrice de cabinet adjointe de Mahamadou Issoufou, avec rang de ministre.
En avril 2021, elle est nommée ministre des Mines au sein du gouvernement Ouhoumoudou Mahamadou.
En juillet 2023, après le coup d'État, Ousseini Hadizatou Yacouba est arrêtée et mise en résidence surveillée par la junte militaire au pouvoir au Niger.